# La sirena (romanzo)
La sirena (titolo originale Sjöjungfrun) è un romanzo giallo della scrittrice svedese Camilla Läckberg pubblicato in Svezia nel 2008.
È il sesto libro della serie che ha per protagonisti la scrittrice Erica Falck e suo marito, il poliziotto Patrik Hedström..
La prima edizione del romanzo è stata pubblicata nell'anno 2014 da Marsilio.

## Trama
Il romanzo, come da prassi consolidata dell'autrice, si compone di una vicenda principale che avviene nel presente (2007) inframezzata da numerosi flashback.
1970. Un non identificato bambino di circa tre anni, orfano di entrambi i genitori, viene dato in affido a una coppia senza figli di Trollhättan. Il piccolo idealizza morbosamente la madre affidataria, e inizialmente viene ricambiato altrettanto morbosamente dalla giovane donna. Le cose però cambiano quando la donna si accorge di essere incinta: l'infante inizia così ad essere trascurato dalla madre affidataria. Con la nascita della piccola Alice, la donna inizia a manifestare un'aperta ostilità per il figlio affidatole (che non sarà mai adottato dalla coppia) e a concentrare tutta la sua morbosa attenzione verso la neonata. Il bambino nel frattempo sviluppa un odio viscerale per la "sorella", colpevole ai suoi occhi di avergli portato via la madre. Successivamente la donna eredita una casa a Fjällbacka, ove si trasferisce assieme alla famiglia. Alice, che a causa di un incidente avuto da neonata manifesta un grave ritardo mentale e in parte anche fisico, a sua volta idealizza il "fratello", che però la ignora e la disprezza. L'unica attività fisica in cui la piccola eccelle è il nuoto, tanto da portarla ad autodefinirsi "sirena". Nel corso degli anni il ragazzo si rifugia nel cibo, sviluppando una grave obesità che in un circolo vizioso porta la madre affidataria a disprezzarlo sempre più. L'obesità lo porta ad essere vittima di gravi episodi di bullismo, soprattutto dal coetaneo Erik, spalleggiato da Kenneth e Magnus. Egli inoltre manifesta i sintomi tipici della schizofrenia. Al compimento del diciottesimo anno, il giovane lascia la famiglia e sparisce nel nulla; i genitori affidatari e Alice a loro volta lasciano Fjällbacka.
Fjällbacka, 2007. Mentre Erica Falck aiuta Christian Thydell nella stesura del suo romanzo d'esordio, intitolato La sirena, l'uomo le confessa che da un anno e mezzo riceve puntualmente delle lettere anonime, scritte sempre con la stessa calligrafia, contenenti minacce a lui e alla sua famiglia. Nel frattempo lungo la costa di Fjällbacka viene rinvenuto il cadavere di un amico dello scrittore, Magnus, misteriosamente scomparso tre mesi prima: l'uomo è stato ucciso a coltellate. Il detective Patrik Hedström inizia così ad indagare, convinto che tra i due fatti esista una correlazione. Parallelamente alle indagini della polizia, Erica, incinta di due gemelli, segue una sua pista convinta di riuscire ad immedesimarsi nei pensieri dell'amico Christian, in quanto anche lei scrittrice già affermata. I due scoprono che altri due amici di Christian e Magnus, Erik e Kenneth, ricevono da mesi lettere minatorie dallo stesso mittente. Col passare del tempo dagli abissi della memoria dei due amici superstiti comincia ad emergere quale sia l'orribile motivo per cui ricevono le minacce, un terribile segreto che si portano dietro dai tempi dell'adolescenza, che avevano sepolto nel subconscio, ma non ne parlano con gli inquirenti, manifestando un'incomprensibile omertà. Magnus aveva ricordato per primo ed era stato barbaramente ucciso. Erica scopre che lo stesso Christian (che, al contrario dei tre amici, non è originario di Fjällbacka) nasconde meticolosamente il suo passato, che nemmeno sua moglie Sanna conosce: dei tristissimi trascorsi colmi di dolore. I detective della stazione di Tanumshede brancolano nel buio, finché, dopo altre due morti e grazie alle intuizioni di Erica, viene alla luce una tremenda storia di pazzia e odio.

## Personaggi
Stazione di polizia di Tanum
- Patrik Hedström: detective.
- Martin Molin: detective.
- Gösta Flygare: detective.
- Annika Jansson: segretaria.
- Paula Morales: detective.
- Bertil Mellberg: commissario.

Personaggi principali
- Erica Falck: scrittrice, moglie di Patrik.
- Christian Thydell: bibliotecario di Fjällbacka, amico di Erica.
- Magnus Kjellner: amico di Christian.
- Erik Lind: imprenditore edile, amico di Christian.
- Kenneth Bengtsson: socio di Erik, amico di Christian.

Personaggi secondari
- Sanna: moglie di Christian.
- Cia: moglie di Magnus.
- Louise: moglie di Erik.
- Lisbet: moglie di Kenneth.
- Cecilia Jansdotter: amante di Erik.
- Gaby von Rosen: editrice di Erica e Christian.

## Edizioni
- Camilla Lackberg, La sirena, traduzione di Laura Cangemi, Marsilio, 2014. ISBN 978-88-317-1795-3.
- Camilla Lackberg, La sirena, traduzione di Laura Cangemi, Marsilio, 2014. ISBN 978-88-317-1988-9.
- Camilla Lackberg, La sirena, traduzione di Laura Cangemi, Marsilio, 2015. ISBN 978-88-17-08440-6.
- Camilla Lackberg, La sirena, traduzione di Laura Cangemi, Universale Economica Feltrinelli, 2018. ISBN 978-88-317-4232-0.